# Philips van Almonde
Philips van Almonde, né le 29 décembre 1644 à Brielle, mort le 6 janvier 1711 à Oegstgeest, est un amiral néerlandais des XVIIe et XVIIIe siècles.

## Biographie
Fils de Pieter Jansz van Almonde, un riche bourgeois, Philips van Almonde apprend le métier de marin auprès de son oncle, le capitaine de frégate Jacob Cleidijck, faisant son apprentissage en 1661 sur le navire Wapen van Dordrecht. Il est nommé lieutenant en 1664 par l'Amirauté de Rotterdam. Pendant la deuxième guerre anglo-néerlandaise, il participe en 1665 à la bataille de Lowestoft et prend le commandement du navire de son oncle lorsque celui-ci est blessé. On lui confie le commandement d'un navire deux mois plus tard et, en 1666, il se distingue à la bataille des Quatre Jours, où la flotte néerlandaise de Michiel de Ruyter triomphe de son homologue anglaise. En 1671, il est nommé capitaine du Harderwijk.
Le 6 octobre 1673, pendant la troisième guerre anglo-néerlandaise, il est nommé contre-amiral après s'être distingué comme capitaine du Wassenaer lors de la bataille de Solebay et comme capitaine du Delft lors des batailles de Schooneveld et du Texel.
En 1674, il participe à bord du Ridderschap van Holland à des actions menées sur les côtes françaises, et en 1675 il accompagne l'escadre de Cornelis Tromp en Méditerranée. En 1676, il commande une escadre dans la mer Baltique, faisant partie de la flotte commandée par Niels Juel et Cornelis Tromp, lors des batailles de Jasmund et d'Öland. Lors de cette dernière bataille, la flotte suédoise supérieure en nombre subit une écrasante défaite qui garantit la suprématie navale au Danemark. Après la mort de Michiel de Ruyter, van Almonde fait regagner les Pays-Bas à la flotte néerlandaise de Méditerranée. Le 5 avril 1684, il est nommé vice-amiral par l'Amirauté d'Amsterdam. Il commande l'arrière-garde de la flotte d'invasion de Guillaume III d'Orange lors de la Glorieuse Révolution.
Durant la guerre de la Ligue d'Augsbourg, il est nommé lieutenant-amiral le 28 mars 1692 et, à bord du De Prins, commande une escadre à la bataille de la Hougue deux mois plus tard. Il participe de façon décisive à la victoire de la flotte anglo-néerlandaise commandée par l'amiral Edward Russell sur la flotte française.
En 1702, lors de la guerre de Succession d'Espagne, van Almonde met au point un plan afin de s'emparer du riche trésor de la flotte espagnole des Indes. Le 23 octobre, il persuade l'amiral George Rooke d'attaquer cette flotte en dépit de l'époque tardive et du fait qu'elle soit protégée par des navires de guerre français. La flotte conjointe anglo-néerlandaise triomphe de la flotte franco-espagnole à la bataille de Vigo, les Anglais s'emparant de quatre navires de guerre et de six galions alors que les Néerlandais capturent quant à eux six navires de guerre et cinq galions. En 1706, il décline le commandement de la flotte néerlandaise qui doit se diriger vers le Portugal lorsqu'il apprend qu'il serait subordonné à un vice-amiral britannique. Le 20 décembre 1708, il est nommé à la tête de l'Amirauté de Rotterdam, la fonction la plus prestigieuse de la flotte néerlandaise.
Il meurt le 6 janvier 1711 dans sa propriété de Haaswyk, près de Leyde. Son tombeau se trouve dans l'église Sainte-Catherine de Brielle.